# David DiLeo
David Michael DiLeo (* 28. März 1997 in Iowa City) ist ein US-amerikanischer Basketballspieler.

## Werdegang
DiLeo war an der Iowa City West High School Mitglied der Basketball- und der Tennis-Mannschaft. Mit beiden gewann er Meistertitel im Bundesstaat Iowa. Anschließend verbrachte er ein Jahr an der New Hampton School in New Hampshire und wechselte 2016 an die Central Michigan University. Mit 337 getroffenen Dreipunktewürfen innerhalb von vier Jahren stellte DiLeo Bestmarken für die Hochschulmannschaft und in der Mid-American Conference auf. In 135 Spielen für die Central Michigan University brachte es der US-Amerikaner auf 11,9 Punkte und 5,4 Rebounds je Begegnung.
Seine Laufbahn als Berufsbasketballspieler begann er mit der Vertragsunterzeichnung beim spanischen Erstligisten UCAM Murcia. DiLeo erzielte in 19 Einsätzen in der Liga ACB 8,1 Punkte je Begegnung. Die NBA-Mannschaft New Orleans Pelicans berief ihn 2021 ins Aufgebot für die Sommerliga der NBA. DiLeo nahm an der Liga teil, zu diesem Zeitpunkt hatte er sich bereits mit dem griechischen Erstligisten PAOK Thessaloniki auf einen Vertrag für die Saison 2021/22 geeinigt.
Im Sommer 2022 wechselte DiLeo nach Polen zu Czarni Słupsk und schloss sich im Vorfeld des Spieljahres 2023/24 dem französischen Erstligisten ESSM Le Portel an. Er erzielte für die Mannschaft im Durchschnitt 10,2 Punkte je Begegnung und verließ sie nach einer Saison wieder, um sich Ligakonkurrent Le Mans Sarthe Basket anzuschließen. Im Februar 2025 gewann er mit Le Mans den französischen Ligapokal Leaders Cup.

### Familie
Seine Mutter Kay spielte Tennis an der Drake University. Sein Vater Frank war Basketballspieler und später -trainer.
David DiLeo ist ein Neffe von Tony DiLeo sowie Vetter von T. J. DiLeo und Max DiLeo.